# Amaurornis
Amaurornis is een geslacht van vogels uit de familie Rallen, koeten en waterhoentjes (Rallidae). Het geslacht telt 5 soorten.

## Soorten
- Amaurornis isabellina  – Sulawesiwaterhoen
- Amaurornis magnirostris  – Talaudwaterhoen
- Amaurornis moluccana  – Moluks waterhoen
- Amaurornis olivacea  – Olijfbruin waterhoen
- Amaurornis phoenicurus  – Witborstwaterhoen